# 1359年
| 千纪： | 2千纪 |
| 世纪： | 13世纪 \| 14世纪 \| 15世纪                                                                                             |
| 年代： | 1320年代 \| 1330年代 \| 1340年代 \| 1350年代 \| 1360年代 \| 1370年代 \| 1380年代                                       |
| 年份： | 1354年 \| 1355年 \| 1356年 \| 1357年 \| 1358年 \| 1359年 \| 1360年 \| 1361年 \| 1362年 \| 1363年 \| 1364年             |
| 纪年： | 己亥年（猪年）；元至正十九年；徐壽輝天啟四年，天定元年；韓林兒龍鳳五年；越南大治二年；日本南朝正平十四年，北朝延文四年 |

## 大事记
- 正月，關鐸、潘誠、沙劉二東攻全甯路，焚魯王府宮闕。再破元上都，焚之。進破遼陽，入高麗境。
- 正月，朱元璋派兵攻打臨安（今浙江杭州市臨安區西南）。
- 二月，朱元璋攻打湖州，沒有攻克；胡大海攻克諸暨。
- 三月，張士誠攻打江陰，被吳良、吳禎擊退。
- 柏林加入汉萨联盟。
- 法兰西索二世向教皇国投降。
- 陳友諒殺將領趙普勝，挾徐壽輝，遷都江州（今江西九江），自立為漢王。
- 安童、三旦八等人擅自將原興化路改立興化分省，由安童擔任第一任參政。
- 八月，察罕帖木兒攻破韓宋首都汴梁，劉福通與韓林兒逃至安豐（今安徽壽縣）。楊太后及韓林兒皇后、子為元兵所俘，與被俘官吏五千、符璽印章寶貨押送元京師，都被處決。
- 趙君用投奔益都毛貴，不久，趙君用為圖謀山東，殺死毛貴，毛贵部将续继祖从辽阳回军，杀死赵君用。
- 10月8日——由於法蘭西攝政王查理五世與三級會議否決《倫敦條約》的條款，英王愛德華三世在加來登陸，並直接朝蘭斯進軍，希望在那裡加冕為法蘭西王國國王，爆發蘭斯戰役。
- 12月，第一次紅巾軍東征高麗。
- 十二月，張士誠派兵集結分水縣想要奪回婺州，被朱元璋派何世明擊敗。

## 出生
- 练子宁，明朝政治人物。

## 逝世
- 楊太后，元朝末年红巾军领袖韩山童的夫人，小明王韩林儿的母亲。
- 趙普勝，元朝末年紅巾軍將領。
- 趙君用，元朝末年紅巾軍將領。